# Jarosław Kalinowski
Jarosław Kalinowski (Wyszków; 12 de Abril de 1962 — ) é um político da Polónia. Ele foi eleito para a Sejm em 25 de Setembro de 2005 com 15855 votos em 18 no distrito de Siedlce, candidato pelas listas do partido Polskie Stronnictwo Ludowe.
Ele também foi membro da Sejm 1993-1997, Sejm 1997-2001, and Sejm 2001-2005.